# 梅普爾頓 (緬因州普查規定居民點)
梅普爾頓（英語：Mapleton）是位於美國緬因州阿魯斯圖克縣的一個普查規定居民點。

## 人口
根據2020年美國人口普查的數據，梅普爾頓的面積為7.78平方千米，當中陸地面積為7.78平方千米，而水域面積為0.00平方千米。當地共有人口623人，而人口密度為每平方千米80.08人。